# Ramsvik, Åland
Ramsvik är en sjö i Åland (Finland). Den ligger i den nordvästra delen av landskapet, 28 km norr om huvudstaden Mariehamn. Ramsvik ligger 11 meter över havet. Den ligger på fasta Åland.